# Verkündigungsfenster (Kathedrale von Bourges)

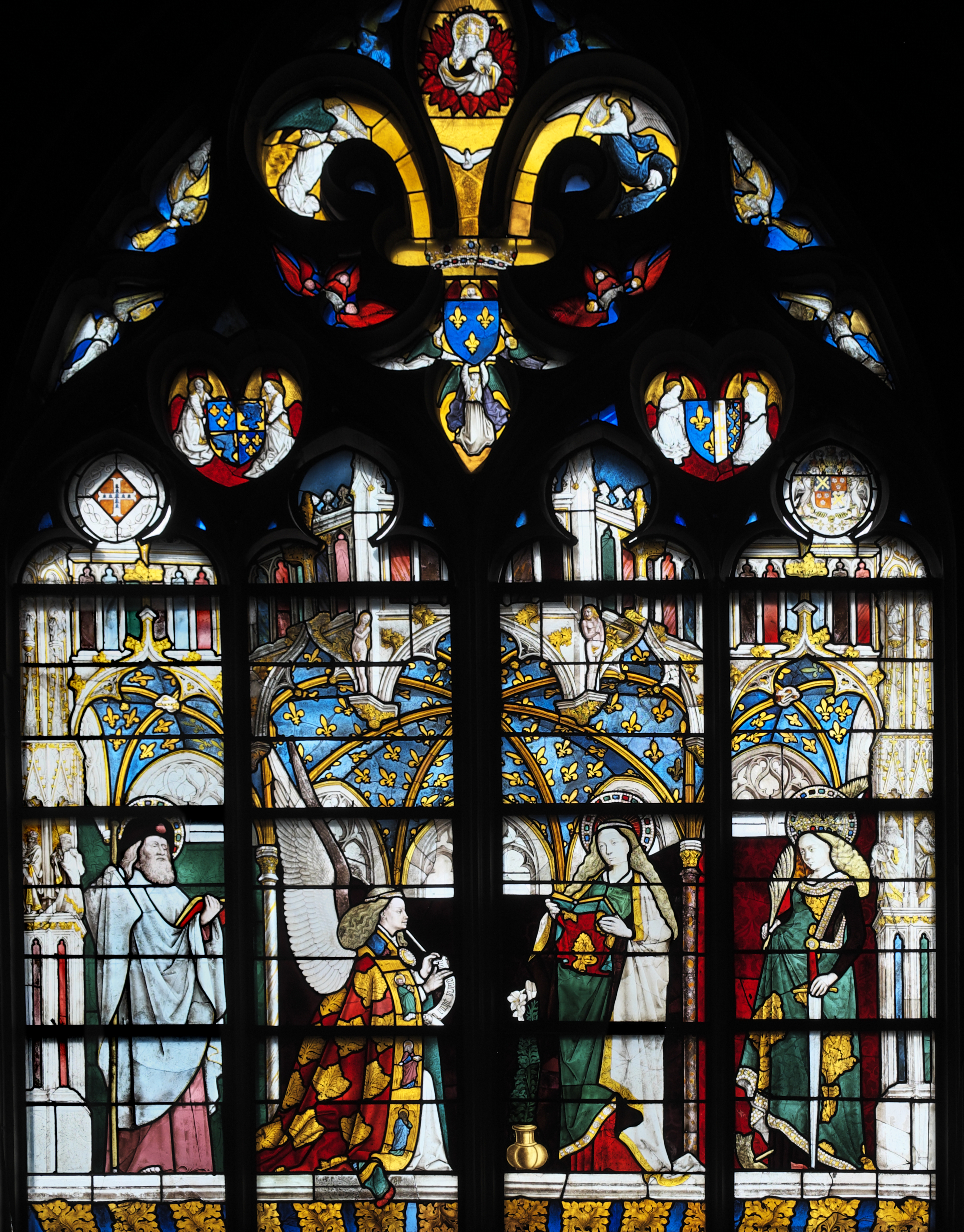
Verkündigungsfenster in Bourges

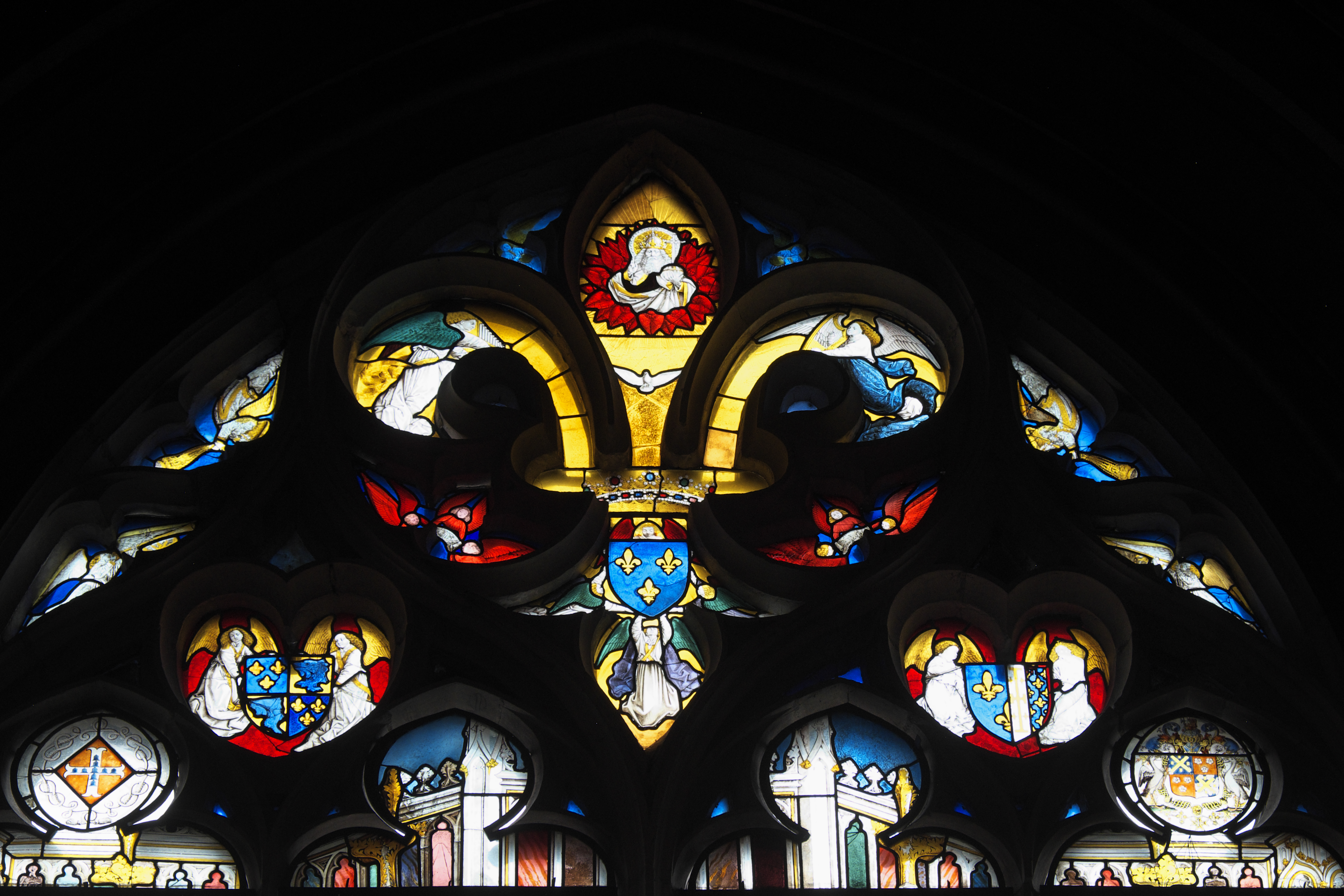
Maßwerk

Das Verkündigungsfenster in der Kapelle Saint-Ursin der Kathedrale St-Étienne in Bourges, einer französischen Stadt im Département Cher in der Region Centre-Val de Loire, wurde um 1451 geschaffen. Das Bleiglasfenster wurde im Jahr 1862 als Monument historique in die Liste der denkmalgeschützten Objekte (Base Palissy) in Frankreich aufgenommen.
Das Fenster Nr. 25, das wie die ganze Kapelle von Jacques Cœur gestiftet wurde, stellt in der Mitte die Verkündigung des Herrn dar. Der Erzengel Gabriel kniet vor der sitzenden Maria, die ein aufgeschlagenes Buch in den Händen hält. Links außen ist der Apostel Jakobus der Ältere zu sehen, der Namenspatron des Stifters. Rechts außen ist die heilige Katharina von Alexandrien dargestellt, die Namenspatronin der Ehefrau von Jacques Cœur. 
Die Personen stehen unter einem Kreuzrippengewölbe mit aufgemalten Lilien, eine Hommage an den französischen König Karl VII.
Das Maßwerk wird in der Mitte von einer Lilie dominiert, um die sich Engel scharen, die teilweise Wappen tragen. Den oberen Abschluss bilden Gottvater und der Heilige Geist in Gestalt der Taube.